# دوغلاس لورانس (معلم موسيقى)
دوغلاس لورانس (بالإنجليزية: Douglas Lawrence)‏ هو معلم موسيقى أسترالي، ولد في 1943.

## وصلات خارجية
- دوغلاس لورانس على موقع ميوزك برينز (الإنجليزية)
- دوغلاس لورانس على موقع أول ميوزيك (الإنجليزية)
- دوغلاس لورانس على موقع ديسكوغز (الإنجليزية)